# 大洲郵便局
大洲郵便局（おおずゆうびんきょく）は、愛媛県大洲市にある郵便局。民営化前の分類では集配普通郵便局であった。

## 概要
住所：〒795-8799 愛媛県大洲市大洲728-1

## 沿革
- 1872年8月4日（明治5年7月1日） - 大洲郵便取扱所として開設[1]。
- 1875年（明治8年）1月1日 - 大洲郵便局（五等）となる。
- 1878年（明治11年） - 為替取扱を開始。
- 1880年（明治13年） - 貯金取扱を開始。
- 1889年（明治22年）4月1日 - 大洲郵便電信局となる。
- 1903年（明治36年）4月1日 - 通信官署官制の施行に伴い大洲郵便局となる。
- 1968年（昭和43年）12月1日 - 和文電報受付事務および電話通話事務を開始[2]。
- 1981年（昭和56年）11月9日 - 八多喜郵便局、菅田郵便局、新谷郵便局から集配業務を移管。
- 1987年（昭和62年）2月16日 - 多田郵便局から集配業務の一部[3]を移管。
- 1989年（平成元年）6月26日 - 大川郵便局から集配業務を移管。
- 1999年（平成11年） - 外国通貨の両替および旅行小切手の売買に関する業務取扱を開始。
- 2007年（平成19年）10月1日 - 民営化に伴い、併設された郵便事業大洲支店に一部業務を移管。
- 2012年（平成24年）10月1日 - 日本郵便株式会社発足に伴い、郵便事業大洲支店を大洲郵便局に統合。

## 取扱内容
- 郵便、印紙、ゆうパック、内容証明
- 貯金、為替、振替、振込、国際送金、国債、投資信託
- 生命保険、バイク自賠責保険、自動車保険、がん保険、引受条件緩和型医療保険
- ゆうちょ銀行ATM（管轄はゆうちょ銀行松山支店）
- 「795-00xx」区域（大洲市内の一部地域）の集配業務
- ゆうゆう窓口

## 周辺
- 大洲市役所
- 大洲市立大洲小学校
- 大洲市立大洲南中学校
- 愛媛県立大洲高等学校
- 大洲城跡
- 国道56号
- 肱川

## アクセス
- JR予讃線 伊予大洲駅から南へ1.5km（徒歩約20分）
- 宇和島バス 枡形停留所下車
- 大洲道路 大洲肱南ICから北西へ約1.5km
- 駐車場あり：7台